# Coupe du monde de VTT trial
Pour les articles homonymes, voir Trial (homonymie).
Ne doit pas être confondu avec Coupe du monde de VTT.
La Coupe du monde de VTT Trial est une compétition organisée par l'Union cycliste internationale, qui regroupe plusieurs manches de trial. La première édition est mise en place en 2000 avec des compétitions masculines en 20 et 26 pouces. La compétition féminine est apparue en 2006.

## Histoire
La Coupe du Monde de Trial a eu du mal à s'imposer dans le monde du trial. Par manque de moyens au début des années 2000, il y avait très peu d'épreuves. Il faut attendre 2006 et une saison de Coupe du Monde qui se déroule sur 5 manches pour la rendre crédible et importante aux yeux des pilotes et des sponsors. 
Le nombre de pilotes a grandi année après année, ce qui a obligé l'UCI à organiser un quart de finale afin de qualifier un nombre raisonnable de pilotes pour la demi-finale. En 2011, l'Union Cycliste Internationale a intégré la Super Finale afin d'offrir un modèle intéressant pour la télévision. Mis à part quelques diffusions en Live en 2012 et 2013, le Trial n'a pas encore trouvé sa place sur les écrans de télévisions.

## Règlement
L'UCI émet le règlement des épreuves de la Coupe du Monde. Il comporte les caractéristiques techniques sur les vélos, le planning des compétitions, la répartition des points, la dotation minimum.
Pour les épreuves féminines, toutes les concurrentes partent en même temps pour une course unique.
Les hommes étant plus nombreux ils sont divisés en deux catégories. La catégorie 20 pouces et la catégorie 26 pouces.
Tous les participants se retrouvent lors des quarts de finale, mis à part les 10 premiers du Ranking UCI qui démarrent en demi-finale. Les 8 premiers de chaque demi-finale passent en finale. Selon les cas, la course se termine lors de la finale ou lors d'une super finale qui permet de voir se départager les 4 premiers de chaque finale. La super finale ne se voit que lors des épreuves de Coupe du Monde qui se déroulent sur 3 jours. 

## Épreuves au programme
En 2014 la Coupe du Monde UCI Trial a lieu pour la cinquième année sur 5 manches. D'une épreuve en 2000, deux en 2003, trois en 2004, 4 en 2008 ce n'est que depuis 2011 que la Coupe du Monde se déroule sur cinq épreuves. En 2015, on revient à une Coupe du monde sur 4 manches.
Avec 7 organisations la station Française de Pra Loup dans les Alpes est la place forte de la compétition. Anvers qui va recevoir l'épreuve pour la cinquième fois consécutive aura aussi la chance d'en assurer la grande finale en 2014 comme en 2013.
| Épreuve                  | 2000 | 2001 | 2002 | 2003 | 2004 | 2005 | 2006 | 2007 | 2008 | 2009 | 2010 | 2011 | 2012 | 2013 | 2014 | 2015 |
| ------------------------ | ---- | ---- | ---- | ---- | ---- | ---- | ---- | ---- | ---- | ---- | ---- | ---- | ---- | ---- | ---- | ---- |
| Hanovre                  | •    |      |      |      |      |      |      |      |      |      |      |      |      |      |      |      |
| Enval                    |      | •    |      |      |      |      |      |      |      |      |      |      |      |      |      |      |
| Pra Loup                 |      |      | •    | •    | •    |      |      |      |      |      |      | •    | •    | •    | •    |      |
| Stryszow                 |      |      |      | •    |      |      |      |      |      |      |      |      |      |      |      |      |
| Graz                     |      |      |      |      | •    | •    | •    |      |      |      |      |      |      |      |      |      |
| Lausanne                 |      |      |      |      | •    |      |      |      |      |      |      |      |      |      |      |      |
| Madrid                   |      |      |      |      |      | •    |      |      |      |      |      |      |      |      |      |      |
| Cologne                  |      |      |      |      |      | •    |      |      |      |      |      |      |      |      |      |      |
| Spa-Francorchamps        |      |      |      |      |      |      | •    |      |      |      |      |      |      |      |      |      |
| Knokke-Heist             |      |      |      |      |      |      | •    | •    | •    |      |      |      |      |      |      |      |
| Buthiers                 |      |      |      |      |      |      | •    |      |      |      |      |      |      |      |      |      |
| Lorca                    |      |      |      |      |      |      | •    |      |      |      |      |      |      |      |      |      |
| Barcelone                |      |      |      |      |      |      |      | •    | •    |      |      |      |      |      |      |      |
| Melsungen                |      |      |      |      |      |      |      | •    |      |      |      |      |      |      |      |      |
| Courtrai                 |      |      |      |      |      |      |      |      | •    |      |      |      |      |      |      |      |
| Moutier                  |      |      |      |      |      |      |      |      | •    |      |      |      |      |      | •    |      |
| Ripoll                   |      |      |      |      |      |      |      |      |      | •    | •    |      |      |      |      |      |
| Heubach                  |      |      |      |      |      |      |      |      |      | •    |      |      |      | •    |      |      |
| Saint-François-Longchamp |      |      |      |      |      |      |      |      |      | •    | •    |      |      |      |      |      |
| Rotorua                  |      |      |      |      |      |      |      |      |      | •    |      |      |      |      |      |      |
| Biella                   |      |      |      |      |      |      |      |      |      |      | •    |      |      |      |      |      |
| Anvers                   |      |      |      |      |      |      |      |      |      |      | •    | •    | •    | •    | •    | •    |
| Champvent                |      |      |      |      |      |      |      |      |      |      |      | •    |      |      |      |      |
| Val-d'Isère              |      |      |      |      |      |      |      |      |      |      |      | •    | •    |      |      |      |
| Wałbrzych                |      |      |      |      |      |      |      |      |      |      |      | •    |      | •    |      |      |
| Aalter                   |      |      |      |      |      |      |      |      |      |      |      |      | •    |      |      |      |
| Genève                   |      |      |      |      |      |      |      |      |      |      |      |      | •    |      |      |      |
| Méribel                  |      |      |      |      |      |      |      |      |      |      |      |      |      | •    | •    |      |
| Vöcklabruck              |      |      |      |      |      |      |      |      |      |      |      |      |      |      |      | •    |
| Albertville              |      |      |      |      |      |      |      |      |      |      |      |      |      |      |      | •    |
| Total                    | 1    | 1    | 1    | 2    | 3    | 3    | 5    | 3    | 4    | 4    | 4    | 5    | 5    | 5    | 5    | 4    |

## Palmarès

### Hommes 20 pouces
| Année | Premier                                                 | Deuxième                                                | Troisième                                               |
| ----- | ------------------------------------------------------- | ------------------------------------------------------- | ------------------------------------------------------- |
| 2000  | Daniel Comas                                            | Marco Hösel                                             | Kenny Belaey                                            |
| 2001  | Kenny Belaey                                            | Marco Hösel                                             | Roger Keller                                            |
| 2002  | Marco Hösel                                             | Kenny Belaey                                            | Rafał Kumorowski                                        |
| 2003  | Marco Hösel                                             | Kenny Belaey                                            | Rafał Kumorowski                                        |
| 2004  | Marco Hösel                                             | Carles Diaz                                             | Stefan Moor                                             |
| 2005  | Benito Ros                                              | Marco Hösel                                             | Juan Antonio Linares                                    |
| 2006  | Daniel Comas                                            | Rafał Kumorowski                                        | Carles Diaz                                             |
| 2007  | Daniel Comas                                            | Rafał Kumorowski                                        | Benito Ros                                              |
| 2008  | Benito Ros                                              | Carles Diaz                                             | Rick Koekoek                                            |
| 2009  | Benito Ros                                              | Rafał Kumorowski                                        | Carles Diaz                                             |
| 2010  | Benito Ros                                              | Abel Mustieles Garcia                                   | Rick Koekoek                                            |
| 2011  | Benito Ros                                              | Abel Mustieles Garcia                                   | Matthias Mrohs                                          |
| 2012  | Abel Mustieles Garcia                                   | Vincent Hermance                                        | Benito Ros                                              |
| 2013  | Abel Mustieles Garcia                                   | Ion Areitio                                             | Rick Koekoek                                            |
| 2014  | Abel Mustieles Garcia                                   | Rick Koekoek                                            | Ion Areitio                                             |
| 2015  | Benito Ros                                              | Abel Mustieles Garcia                                   | Lucien Leiser                                           |
| 2016  | Abel Mustieles Garcia                                   | Benito Ros                                              | Dominik Oswald                                          |
| 2017  | Abel Mustieles Garcia                                   | Benito Ros                                              | Lucien Leiser                                           |
| 2018  | Alejandro Montalvo                                      | Dominik Oswald                                          | Thomas Pechhacker                                       |
| 2019  | Borja Conejos                                           | Alejandro Montalvo                                      | Thomas Pechhacker                                       |
| 2020  | Pas de compétition en raison de la pandémie de Covid-19 | Pas de compétition en raison de la pandémie de Covid-19 | Pas de compétition en raison de la pandémie de Covid-19 |
| 2021  | Alejandro Montalvo                                      | Eloi Palau                                              | Dominik Oswald                                          |
| 2022  | Borja Conejos                                           | Alejandro Montalvo                                      | Charlie Rolls                                           |
| 2023  | Alejandro Montalvo                                      | Borja Conejos                                           | Charlie Rolls                                           |
| 2024  | Borja Conejos                                           | Alejandro Montalvo                                      | Eloi Palau                                              |

### Hommes 26 pouces
| Année | Premier                                                 | Deuxième                                                | Troisième                                               |
| ----- | ------------------------------------------------------- | ------------------------------------------------------- | ------------------------------------------------------- |
| 2000  | Martin Kleivard                                         | Daniel Cegarra Roca                                     | Thomas Ohler                                            |
| 2001  | Bruno Arnold                                            | Marc Caïsso                                             | Marc Vinco                                              |
| 2002  | Marc Caïsso                                             | Marc Vinco                                              | Thomas Ohler                                            |
| 2003  | Kenny Belaey                                            | Jean Flambert                                           | Stefan Lange                                            |
| 2004  | Kenny Belaey                                            | Vincent Hermance                                        | Kenny Lecorre                                           |
| 2005  | Kenny Belaey                                            | Vincent Hermance                                        | Marc Caïsso                                             |
| 2006  | Vincent Hermance                                        | Kenny Belaey                                            | Marc Caïsso                                             |
| 2007  | Kenny Belaey                                            | Giacomo Coustellier                                     | Vincent Hermance                                        |
| 2008  | Gilles Coustellier                                      | Kenny Belaey                                            | Vincent Hermance                                        |
| 2009  | Kenny Belaey                                            | Gilles Coustellier                                      | Ben Slinger                                             |
| 2010  | Gilles Coustellier                                      | Vincent Hermance                                        | Kenny Belaey                                            |
| 2011  | Vincent Hermance                                        | Kenny Belaey                                            | Giacomo Coustellier                                     |
| 2012  | Gilles Coustellier                                      | Aurélien Fontenoy                                       | Jack Carthy                                             |
| 2013  | Gilles Coustellier                                      | Vincent Hermance                                        | Jack Carthy                                             |
| 2014  | Jack Carthy                                             | Vincent Hermance                                        | Gilles Coustellier                                      |
| 2015  | Jack Carthy                                             | Vincent Hermance                                        | Giacomo Coustellier                                     |
| 2016  | Jack Carthy                                             | Nicolas Vallée                                          | Vincent Hermance                                        |
| 2017  | Gilles Coustellier                                      | Jack Carthy                                             | Vincent Hermance                                        |
| 2018  | Nicolas Vallée                                          | Vincent Hermance                                        | Sergi Llongueras                                        |
| 2019  | Jack Carthy                                             | Nicolas Vallée                                          | Vincent Hermance                                        |
| 2020  | Pas de compétition en raison de la pandémie de Covid-19 | Pas de compétition en raison de la pandémie de Covid-19 | Pas de compétition en raison de la pandémie de Covid-19 |
| 2021  | Julen Sáenz                                             | Vincent Hermance                                        | Martí Vayreda Vendrell                                  |
| 2022  | Jack Carthy                                             | Daniel Barón                                            | Vincent Hermance                                        |
| 2023  | Jack Carthy                                             | Daniel Barón                                            | Julen Sáenz                                             |
| 2024  | Charlie Rolls                                           | Daniel Barón                                            | Julen Sáenz                                             |

### Femmes
| Année | Première                                                | Deuxième                                                | Troisième                                               |
| ----- | ------------------------------------------------------- | ------------------------------------------------------- | ------------------------------------------------------- |
| 2006  | Karin Moor                                              | Julie Pesenti                                           | Ann-Christin Bettenhausen                               |
| 2007  | Karin Moor                                              | Elisa Brieden                                           | Julie Pesenti                                           |
| 2008  | Karin Moor                                              | Julie Pesenti                                           | Elisa Brieden                                           |
| 2009  | Karin Moor                                              | Gemma Abant Condal                                      | Mireia Abant Condal                                     |
| 2010  | Gemma Abant Condal                                      | Karin Moor                                              | Mireia Abant Condal                                     |
| 2011  | Karin Moor                                              | Gemma Abant Condal                                      | Janine Jungfels                                         |
| 2012  | Tatiana Janíčková                                       | Andrea Wesp                                             | Ann-Christin Bettenhausen                               |
| 2013  | Tatiana Janíčková                                       | Kristína Sýkorová                                       | Vizcaino Lua                                            |
| 2014  | Tatiana Janíčková                                       | Janine Jungfels                                         | Nina Reichenbach                                        |
| 2015  | Tatiana Janíčková                                       | Janine Jungfels                                         | Nina Reichenbach                                        |
| 2016  | Nina Reichenbach                                        | Tatiana Janíčková                                       | Debi Studer                                             |
| 2017  | Nina Reichenbach                                        | Manon Basseville                                        | Debi Studer                                             |
| 2018  | Nina Reichenbach                                        | Manon Basseville                                        | Irene Caminos                                           |
| 2019  | Vera Barón                                              | Nina Reichenbach                                        | Manon Basseville                                        |
| 2020  | Pas de compétition en raison de la pandémie de Covid-19 | Pas de compétition en raison de la pandémie de Covid-19 | Pas de compétition en raison de la pandémie de Covid-19 |
| 2021  | Nina Reichenbach                                        | Vera Barón                                              | Manon Basseville                                        |
| 2022  | Vera Barón                                              | Nina Reichenbach                                        | Hilda Andersson                                         |
| 2023  | Vera Barón                                              | Alba Riera                                              | Nina Reichenbach                                        |
| 2024  | Vera Barón                                              | Nina Reichenbach                                        | Nina Vabre                                              |